# Битва біля Регільського озера
Битва біля Регільського озера — напівлегендарна і вирішальна битва початку V століття до н. е. між нещодавно створеною Римською республікою та арміями Латинського союзу. Цей епізод був зумовлений спробою вигнаного царя Луція Тарквінія Гордого повернути собі владу за підтримки федерації латинських міст.
Переможені латиняни змушені були прийняти умови вигідного для римлян мирного договору Кассія.

## Датування
Точний рік битви залишається невизначеним, що є предметом суперечок з давніх часів. Згідно з Лівієм, битва датується 499 роком до Р. Х., хоча він визнає, що деякі з його джерел вказують на те, що вона відбулася під час консульства Постумія у 496 році до Р. Х. Діонісій Галікарнаський, ще одне видатне історичне джерело цього періоду, також відносить битву до 496 року до Р. Х. Таким чином, точний рік битви залишається предметом суперечок серед істориків.

## Передумови

### Перша Латинська війна

Карта розширення Риму до вигнання Тарквінія Гордого

Згідно з Лівієм, Тарквіній Гордий був вигнаний з Риму і звернувся по допомогу до кількох сусідніх міст. Головну підтримку йому надавав Ларс Порсена з Клузій, який, однак, захопившись героїзмом патріотів: Горація Коклеса, Муція Сцеволи та Клелії, вирішив припинити свої напади на Рим і розірвати союу з тепер уже поваленим римським царем. Тарквіній і його послідовники, які тим часом були позбавлені своїх володінь у Римі, змушені були знайти притулок у Тускулумі, яким правив швагер Тарквінія, диктатор Октавій Мамілій.
Причиною війни стало невдоволення латинських громад прагненням Риму до безроздільного панування.
Оголошення війни припало на правління римських консулів Тита Ебуція Гельви та Гая Ветурія Цікуріна: латинське місто Крустумерія захопило римське місто Фідени, а місто Пренестіс відділилося від латинян і уклало союз з Римською республікою. Це відступництво призводить до оголошення війни в 501 р. до Р. Х. Відразу після закінчення короткочасного перемир'я обидва народи почали готуватися до ширшого протистояння.
Так у 498 р. до Р. Х. Мамілій створив Латинський союз(до нього увійшли тридцять міст, що прагнули звільнитися від впливу Риму) та організував армію, щоб кинути виклик могутнім сусідам. Тарквіни, своєю чергою, організовували військову підтримку ворогів республіки.
І римляни, і латиняни намагалися заручитися підтримкою сусідніх народів за допомогою посольств, але етруски, вольски, ерничі та рутули відмовилися стати на бік жодної зі сторін.

## Битва

### Підготовка до битви
З метою протистояти загрозі з боку Латинської ліги, римський консул Тит Вергіній Тріхост Целіомонтан призначив диктатором Авла Постумія Альба.Римська армія була мобілізована, розділена на чотири корпуси, кожен з яких очолювався Постумієм, Ебуцієм, Вергінієм та Авлом Семпронієм Атратіном. Але проблема для римлян в підготовці до битви полягала не лише у незначній військовій підготовці консулів та меншій армії, але й у підозрі в прихильності до Тарквінів з боку командувачів, адже цей рід все ще мав прихильників у місті. У цей час латиняни перейшли в наступ і взяли штурмом форт Корбіо, використовуючи його як базу для набігів. У відповідь Авл Постумій Альб вирішив очолити піхоту та вирушив разом з військом до бази перебування латинян, щоб дати їм відсіч.
Перша сутичка сталася біля озера Регілл на території Тускулуму, де латиняни отаборитися на скелястому мисі. Постумій же розташував свою армію неподалік, на іншому важкодоступному пагорбі.
Серед латинських полководців були Октавій Мамілій, Секст Тарквіній та Тит Тарквіній родичі Тарквінія Гордого. Латиняни, зважаючи на нечисленність римлян, рушили назустріч ворожим силам, розраховуючи також на підкріплення з міста Анціо. Постумій Альба, побоюючись, що інші вольски візьмуть приклад з тих, що були під Анціо, привів решту своєї армії з Риму і розташував свої війська на більш зручній для оборони позиції.
Латиняни сформувалися таким чином: Секст Тарквіній командував лівим флангом, його брат Тит Тарквіній — центром, а Мамілій — правим флангом. Кіннота була поділена на три корпуси, два на крилах і один в резерві за центром. З римської сторони лівий фланг був під командуванням Ебуція, Вергіній командував правим, а Постумій — центром.
Як тільки обидві армії дочекались підкріплення — латиняни розпочали атаку.

### Хід битви
Бій був дуже запеклим. У центрі кіннота диктатора відтіснила його супротивників після того, як Тит Тарквіній був поранений списом у плече. Оточені латиняни повільно відступали, поки не прибув Секст з кіннотою вигнаних римлян. Тим часом Ебуцій і Мамілій блискуче билися на чолі своїх піхотинців, хоча були важко поранені в особистій сутичці. Їх відкликали з поля бою, а командування взяли на себе інші римські воєначальники. Командири не були стратегами, які керували своїми арміями, а скоріше билися разом зі своїми солдатами, що призвело до того, що майже кожен очільник з обох сторін, за винятком римського диктатора, отримав певну травму.
Лівій згадує, що підкріплення римських вигнанців прибуло одразу після того, як Мамілій перейшов на другу лінію. Очолювані Луцієм Тарквінієм, вони запекло билися, щоб помститися за своє вигнання і втрату земель. Під натиском прибувшої сили лівий фланг римлян відступив, а центр дав тріщину: солдати почали покидати свої позиції. Постумій взяв ситуацію у свої руки, відправивши легата Гермінія за будь-яку ціну зупинити дезертирів, і направив свою кавалерію в уражений сектор.Атака була настільки сильною, що латинському війську довелось відступити, а римська лінія була відновлена та почала наступальні дії. Вигнанці були розбиті, Мамілій спробував врятувати ситуацію за допомогою резервних військ, але в цей час Герміній повернув контроль над римськими втікачами та направив їх сили на боротьбу з Мамілієм.
Битва затягувалась, римська піхота була вже давно втомлена, а вороги брали верх. Тож Постумій наказав вершникам зійти з коней, щоб підтримати виснажених піхотинців. З новою відвагою воїни змусили латинян здатися назавжди. Римляни переслідували переможених, а піхотинці слідували за ними.
Тарквіній, оточений після поразки союзних сил, наказав провести останню відчайдушну атаку і бився доти, доки не загинув. Втративши своїх ватажків, латиняни втекли, а їхній табір був розграбований переможцями.

### Втручання Діоскурів

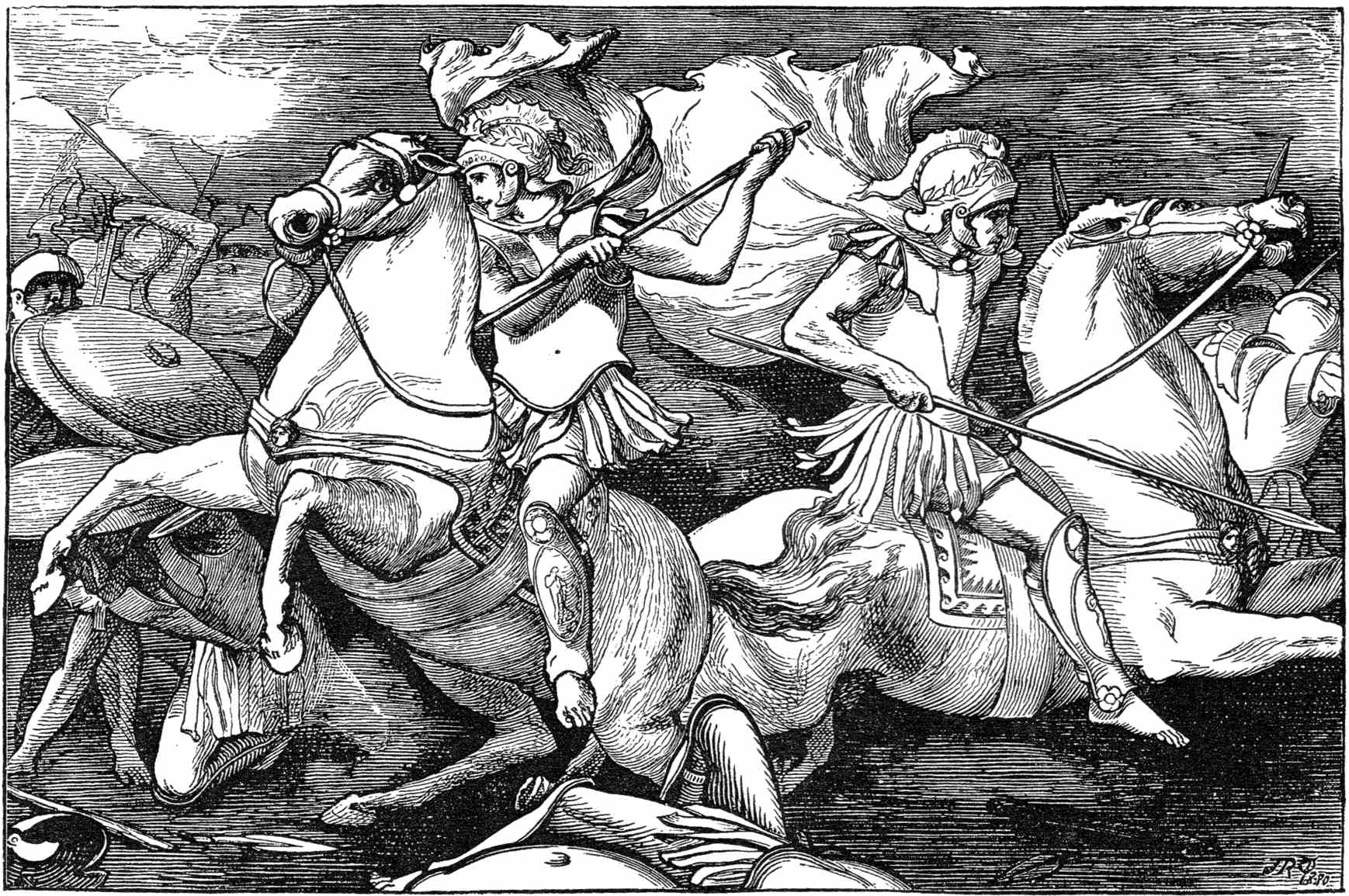
Зображення Кастора і Поллукса, що б'ються в битві на озері Регілл. Ксилографія з гравюри Джона Рейнхарда Вегеліна (1849—1927)

У своїй праці Діонісій Галікарнаський розповідає, що за однією з легенд, серед римських рядів в момент запеклого протистояння війську Мамілія з'явилися два прекрасних вершники, очоливши римську кінноту, вони взяли участь у битві проти латинян. Того ж вечора двох вершників схожої зовнішності, одягнених у військове вбрання, помітили у Римі, на Форумі. Вони зійшли з коней та вмивалися водою з фонтану біля храму Вести. Коли римські громадяни почали розпитувати їх про результат битви, вони завчасно оголосили про перемогу римлян, а потім покинули місто, з того часу більше ніхто не бачив. Наступного дня після сенат отримав листи від диктатора Постумія зі звісткою про перемогу і також згадав про двох вершників, яких потім ідентифікували як Кастора і Поллукса — божественні близнюки Діоскури. Це цікавий приклад поєднання міфологічних елементів з дійсністю з наміром висвітлити наміри та вчинки однієї зі сторін конфлікту, підкріплюючи їх мотивацію божественним благоволінням.

## Наслідки
Поразка ознаменувала кінець амбіцій латинян, які були змушені визнати верховенство Риму.
Диктатор Авл Постумій Альб та його головнокомандувач кавалерії Тит Ебуцій Гельва з тріумфом повертаються до Риму. Постумій отримує титул Регіллен. На завойовану здобич в ході битв організовуються переможні ігри та фінансуються будівництва храмів.
Після своєї поразки Тарквіній Гордий покидає спроби претендувати на римський трон і, вигнаний з латинських міст, знаходить притулок у Кумах, де і зустрічає смерть в 495 р. до Р. Х.
Через кілька років, у 493 р. до Р. Х., завдяки втручанню римського консула Спурія Кассія Вісцеліна, Рим уклав мирну угоду з латинськими містами під назвою «Fœdus Cassianum» (Договір Кассія). Римляни проявили мудрість, не експлуатуючи надмірно підкорене населення. Так, близько 462 року до н. е. тосканці виявилися найвідданішими союзниками Риму, коли місто було вражене спустошливою епідемією й отримало їхню допомогу у боротьбі з еквами та вольсками.